# 中国专卖事业公司
中国专卖事业公司，或中国专卖事业总公司，是根据1951年5月5日，中央人民政府财政部印发的《专卖事业暂行条例（草案）》和《各级专卖事业公司组织规程》，在1952年1月设立的隶属于中央人民政府财政部的专卖事业机构。
1952年11月1日，中国专卖事业公司被移交给中央人民政府商业部管理。1956年1月9日，中国专卖事业公司被撤销，改设烟酒专卖局，并在同年12月25日移交中华人民共和国城市服务部管理。

## 历史
1951年1月，中央人民政府财政部召开全国专卖会议，将专卖政策明确为国家经济政策的一项组成部分。同年5月,中央人民政府财政部印发《专卖事业暂行条例（草案）》,确定专卖品为酒类、卷烟用纸两种，并对全国的专卖事业实行统一的监督和管理。
1952年1月，中国专卖事业公司成立，隶属于中央人民政府财政部，边裕鲲任总经理。同年，中国专卖事业公司委托北京试验厂对103个酒种样品进行化验、分析，最终评选出8种酒样，在第二届全国专卖工作会议上公布为“八大名酒”。中华人民共和国轻工业部接管酿酒行业之后将此次活动称为第一届全国评酒会。
1953年，卷烟盘纸划归中国专卖事业公司经营。1954年7月1日，中国土产公司经营的全部烤烟和晒烟业务划归中国专卖事业公司经营，烟叶产销平稳、内外供应和价格掌握同时由中国专卖事业公司负责。
1956年1月9日，中国专卖事业公司被撤销，改设烟酒专卖局，并在同年12月25日移交中华人民共和国城市服务部管理。

## 职能
根据《各级专卖事业公司组织规程》，中国专卖事业公司受中央人民政府财政部税务总局（后为中央人民政府商业部）领导，掌管业务如下：
1. 专卖事业的行政管理；
2. 专卖企业的经营；
3. 专卖收入及企业财务的经管事宜。

## 机构设置
- 办公室
- 计划、检查室
- 业务处
- 会计处